# Торонска крепост
Торонската крепост или Ликитоската крепост (на гръцки: Κάστρο Τορώνης, Κάστρο Ληκύθου) е археологически обект край халкидическото село Торони, Гърция.

## Местоположение
Развалините на крепостта са на полуостров Ликитос, в южния край на плажа на Торони.

## История
На полуострова има следи от обитаване от Ранната халколитна епоха (III хилядолетие пр.н.е.) и са разкопани останки от къщи от Ранната желязна епоха (XI – VIII век пр.н.е.). В Античността там се е намирала една от двете цитадели на Торони със силна стена. Древният град е основан от халкидците през VIII век пр.н.е. и е един от най-важните древногръцки градове в Северна Гърция и ябълка на раздора между лакедемонците и атиняните. Тукидид споменава подробности за спартанското укрепление в Ликитос и че там е имало храм на Атина.
По-късно, през целия византийски период, на полуострова има силен замък с многоъгълен план, построен предимно с материал от древния акропол. Краят на полуострова към морето е имал собствено укрепление и е общувал със замъка през вътрешна порта. Селище се е развило и извън полуострова.
В XIV век принадлежи на Света гора. Селището и крепостта са унищожени някъде през XV или XVI век. Районът трябва да е пострадал много от пиратски атаки и е бил в упадък от дълго време.

## Описание
Запазени са големи части от укреплението и руините на храм, в чийто сутерен е имало двоен резервоар. Съхранява се в много по-добро състояние до края на XIX век, когато Османската империя разрешава на италиански предприемач да използва строителните материали на укреплението за павиране на улиците на Солун и Цариград.